# Altenmarkt an der Triesting
Altenmarkt an der Triesting è un comune austriaco di 2 222 abitanti nel distretto di Baden, in Bassa Austria; ha lo status di comune mercato (Marktgemeinde). Nel 1972 ha inglobato i comuni soppressi di Nöstach, Kleinmariazell, Thenneberg e Sankt Corona am Schöpfl.